# Alessandro Stradella
Antonio Alessandro Boncompagno Stradella (Bologna, 3 luglio 1643 – Genova, 25 febbraio 1682) è stato un compositore italiano di epoca barocca.

## Biografia
Fu battezzato il 1º agosto 1643 con il nome di Antonio Alessandro Boncompagno. Proveniva sicuramente da una famiglia nobile originaria di Fivizzano nella Lunigiana, che si era stabilita a Nepi nella seconda metà del XVI secolo, dopo che nel 1575 Alessio Stradella, un prozio del compositore, vi era stato nominato vescovo.
Il padre Marcantonio era cavaliere dell'Ordine di Santo Stefano, un ordine militare con compiti di difesa della costa del granducato di Toscana, cui erano ammessi i nobili di origine toscana. Nel 1609 aveva curato la pubblicazione del Libro primo de madrigali a cinque voci di Giovanni Girolamo Kapsperger (Roma, Pietro Manelfi, 1609). La madre, Vittoria Bartoli, di nobile famiglia orvietana, era la seconda moglie di Marcantonio.
Il fatto che Stradella sia nato a Bologna dipende dalle vicende biografiche del padre. Nel 1642, dopo aver ricoperto diverse cariche pubbliche a Nepi, Marcantonio Stradella aveva lasciato la cittadina laziale per trasferirsi a Vignola, per assumervi la carica di governatore per conto del principe Ugo Boncompagni. Della sua permanenza quale governatore è rimasta traccia nella Sala del Padiglione (o del Talamo) nella rocca di Vignola, dove si vede ancor oggi il suo stemma dipinto. Da qui si ritirò nel castello di Monfestino di Serramazzoni, per sfuggire all'assedio delle truppe papali durante la guerra di Castro, ma nel 1643 fu destituito dall'incarico e nel 1648 morì. La nascita a Bologna di Stradella è confermata dallo stato delle anime della parrocchia di S. Eustachio del 1659 e da due atti notarili del 1664 e del 1682.
Le prime notizie documentate su Stradella ce lo mostrano a Roma, dove tra il 1652 e il 1660 vive con la madre, Vittoria Bartoli, vedova, e il fratello Stefano nel palazzo del duca Ippolito Lante Della Rovere e di sua moglie Maria Cristina Altemps. Alessandro e Stefano figurano come paggi del duca e la madre come «donna della duchessa». I rapporti della famiglia con gli Altemps risalivano a molti anni prima, quando nel 1626 il duca Pietro Altemps era stato padrino di battesimo di Giovan Battista, primo figlio di Vittoria e Marcantonio Stradella. I rapporti di Stradella con questa famiglia sono testimoniati ancora dal mottetto dialogico Pugna certamen che il compositore scrisse più tardi, nel 1675, Per la monacazione della signora Angelica Lanti, chiamata s[uor] Maria Cristina nella religione, figlia dei duchi Lante Della Rovere.
Nel febbraio 1667 dall'arciconfraternita del SS. Crocifisso di S. Marcello gli venne commissionato per il secondo venerdì di quaresima un oratorio su testo latino di Giovanni Lotti, di cui si ignora il titolo.
Nel maggio 1668 compose la cantata a tre voci La Circe, su testo di Giovanni Filippo Apolloni, fatta eseguire nella villa del Belvedere a Frascati da Olimpia Aldobrandini Pamphilj, principessa di Rossano, per celebrare il cardinalato di Leopoldo de' Medici.
Collaborò agli allestimenti di opere nel palazzo Colonna in Borgo, componendo i prologhi per Il Girello di Jacopo Melani (1668) e L'empio punito di Alessandro Melani. Più tardi collaborò alle stagioni del teatro Tordinona, componendo prologo e due intermedi per lo Scipione africano di Francesco Cavalli (1671); prologo e alcune arie sostitutive per il Giasone di Cavalli (1671); i prologhi per la Dori overo la schiava infedele e il Tito di Antonio Cesti (1672).
A quegli stessi anni risale La Laurinda ovvero Il Biante, commedia in parte cantata in parte recitata, commissionatagli probabilmente per il matrimonio tra Egidio Colonna e Tarquinia Altieri nel febbraio 1672.
Nell'agosto 1674 su commissione del principe Gaspare Altieri compose la serenata Il duello («Vola, vola in altri petti»), su testo di Sebastiano Baldini, eseguita in onore della regina Cristina di Svezia. La stessa regina gli commissionò anche la cantata o accademia per musica Il Damone o La forza delle stelle («Or che l'alme ristaura») su testo ancora di Baldini.
Al 1675 risale l'oratorio San Giovanni Battista, su testo dell'abate Gerardo Ansaldi, eseguito a San Giovanni dei Fiorentini nell'ambito di un ciclo di quattordici oratori commissionati dalla confraternita dei Fiorentini a Roma per la quaresima di quell'anno.
Nell'ottobre 1676 Stradella si trovò coinvolto in un intrigo, insieme al cantante Giovanni Battista Vulpio, suo amico, per aver cercato di combinare «un matrimonio indegno con una donna comune» di un parente del cardinale Alderano Cybo. Dapprima fu carcerato, ma poi fu rimesso in libertà.
All'inizio del 1677 fuggì a Venezia, contando probabilmente sulla protezione del gentiluomo veneziano Polo Michiel, suo estimatore. A Venezia il nobiluomo Alvise Contarini lo ingaggiò come insegnante di musica per la sua amante Agnese van Uffele. Ben presto tra Stradella e la donna nacque una relazione e i due fuggirono a Torino, dove vissero in due conventi separati, essendo in procinto di unirsi in matrimonio. Tuttavia, la sera del 10 ottobre 1677 Stradella venne accoltellato da due sicari verosimilmente inviati dal Contarini per vendicarsi. Stradella sopravvisse alle ferite infertegli dai sicari nell'aggressione, ma vide sfumare il matrimonio e la possibilità di essere assunto alla corte sabauda di Torino dalla reggente Maria Giovanna di Nemours.
All'inizio del 1678 si trasferì a Genova, dove fu accolto nella casa del nobile Franco Imperiali Lercaro, che insieme ad altri patrizi genovesi sovrintendeva al teatro del Falcone. Per questo teatro Stradella compose l'opera La forza dell'amor paterno, rappresentata nel novembre 1678, cui seguì nel carnevale 1679 Le gare dell'amor eroico, entrambe su libretto di Nicolò Minato. Per la stessa stagione di carnevale 1679 compose anche la commedia per musica Il Trespolo tutore, su libretto di Giovanni Cosimo Villifranchi, tratto da una commedia di Giovanni Battista Ricciardi.
Da Genova continuò a mantenere i contatti con Roma: nel maggio 1681 aveva ultimato la musica dell'opera Il moro per amore su commissione del principe romano Flavio Orsini, autore del libretto; l'opera però, a quanto pare, non fu mai eseguita.
Nel giugno 1681, in occasione delle nozze di Carlo Spinola e Paola Brignole, compose il cosiddetto Barcheggio, una serenata per tre voci e strumenti, eseguita sul mare davanti a Genova con il pubblico di nobili disposto su numerose barche. Per l'estate 1681 compose anche un'«operetta di cappa e spada di sei personaggi, da fare in villa e in mare», commissionatagli da alcuni nobili genovesi, della quale non si conosce il titolo.
Il 25 febbraio 1682 Stradella fu assassinato in Piazza Banchi a Genova, forse su mandato del nobile Giovan Battista Lomellini, che sospettava una relazione tra la sorella e il compositore, che le impartiva lezioni di musica. Il nobile genovese fu poi prosciolto dall'accusa per insufficienza di prove.

## Musica
Scrisse almeno 7 opere, numerose cantate e oratori. Compose anche 27 pezzi strumentali, soprattutto per archi e basso continuo, generalmente sotto forma di sonate da chiesa.
Stradella fu tra i primi compositori a utilizzare la tecnica di orchestrazione del concerto grosso (contrapposizione fra concertino e tutti) che usò sia nella concertazione delle arie di oratori, opere e cantate, sia nei brani strumentali, come, per esempio, in una delle sue Sonate di viole.

## Elenco completo delle composizioni di Alessandro Stradella

### Drammi e commedie per musica
- 1 - La Laurinda ovvero Il Biante - "trattenimento semidrammatico", commedia in prosa con prologo, tre intermedi e alcune arie in musica (probabilmente rappresentata a Roma in occasione del matrimonio tra Filippo Colonna e Clelia Cesarini nel febbraio 1671 oppure di quello tra Egidio Colonna e Tarquinia Altieri, febbraio 1672)
- 2 - La Doriclea, libretto di Flavio Orsini (ca. 1672)
- 3 - Amare e fingere, libretto probabilmente di Giovanni Filippo Apolloni, Siena, 1676
- 4 - Il Corispero o L'Almestilla - dramma per musica, libretto di Pietro Cesare Gallerati (Roma, prima del 1677; si conservano soltanto i primi due atti)
- 5 - La forza dell'amor paterno - dramma per musica, libretto tratto dal Seleuco di Nicolò Minato (Genova, Teatro Falcone, 1678)
- 6 - Le gare dell'amor eroico o Orazio Cocle - dramma per musica, libretto tratto dal Mutio Scevola di Nicolò Minato (Genova, Teatro Falcone, 1679)
- 7 - Il Trespolo tutore - commedia per musica, libretto di Giovanni Cosimo Villifranchi (Genova, Teatro Falcone, 1679) tratto dalla commedia Il Trespolo tutore balordo di Giovan Battista Ricciardi
- 8 - Il moro per amore o Il Floridoro - dramma per musica, libretto di Flavio Orsini duca di Bracciano (composto a Genova nel 1681, ma mai rappresentato)

### Prologhi
- 1 - Aita, numi, aita (prima esecuzione: Roma, Teatro Tordinona, 1672)
- 2 - Che nuove, oh, ragionevoli (prima esecuzione: Roma, 1668)
- 3 - Con meste luci (prima esecuzione: Roma, 1668)
- 4 - Dal luminoso impero (prima esecuzione: Modena, 1681)
- 5 - Dormi, Titone, addio (prima esecuzione: Roma, Teatro Tordinona, 1671)
- 6 - E dovrò dunque in solitaria stanza (prima esecuzione: Roma, 1679)
- 7 - Fermate, omai, fermate (prima esecuzione: Roma, Teatro Tordinona, 1671)
- 8 - Lasciai di Cipro il soglio (prima esecuzione: Roma, 1672)
- 9 - O di Cocito oscure deità (prima esecuzione: Roma, Teatro di Palazzo Colonna 1668)
- 10 - Questo è il giorno prefisso (prima esecuzione: Roma, Teatro Tordinona, 1671)
- 11 - Reggetemi, non posso più (prima esecuzione: Roma, 1668)

### Intermedi
- 1 - Amanti, che credete, libretto di Giovanni Filippo Apolloni (prima esecuzione: Roma, Teatro Tordinona, 1671)
- 2 - Che fai, Dorilla mia? (prima esecuzione: Roma, Teatro Tordinona, 1671)
- 3 - Chi me l'havesse detto, libretto di Giovanni Filippo Apolloni (prima esecuzione: Roma, Teatro Tordinona, 1671)
- 4 - Chi mi conoscerà, libretto di Giovanni Filippo Apolloni (prima esecuzione: Roma, Teatro Tordinona, 1671)
- 5 - La ruina del mondo (prima esecuzione: Genova, Teatro Falcone, 1679)
- 6 - Oh, ve' che figuracce!, libretto di Filippo Acciaiuoli (prima esecuzione: Roma, Teatro Tordinona, 1672)
- 7 - Soccorso, aita, ohimè (prima esecuzione: Roma, Palazzo Colonna, 1668)
- 8 - Su, miei fiati canori (prima esecuzione: Modena, 1675)
- 9 - Su su, si stampino (prima esecuzione: Roma, Teatro Tordinona, 1671)

### Oratori
- 1 - Ester liberatrice del popolo ebreo (Roma, 1672-1673 ca.)
- 2 - Sant'Editta, vergine e monaca, regina d'Inghilterra, libretto di Lelio Orsini (Roma, 1672-73 ca.)
- 3 - San Giovanni Chrisostomo, libretto, probabilmente, di Lelio Orsini (Roma, 1674-1676 ca.)
- 4 - San Giovanni Battista, libretto di Ansaldo Ansaldi (Roma, Basilica di San Giovanni Battista dei Fiorentini, 31 marzo 1675; rieseguito a Modena nel 1688, a Firenze nel 1693 e a Roma nel 1698)
- 5 - Santa Pelagia, libretto forse di Lelio Orsini (Roma, ante 1676; rieseguito a Modena nel 1688)
- 6 - La Susanna, libretto di Giovan Battista Giardini (Modena, 1681 e 1682)

### Cantate profane e serenate con strumenti
- 1 - Accademia d'Amore - serenata, libretto di Giovanni Pietro Monesio
- 2 - La Circe - serenata, libretto di Giovanni Filippo Apolloni (Frascati, Villa Aldobrandini, 16 maggio 1668)
- 2/a La Circe - serenata, libretto di Giovanni Filippo Apolloni (seconda versione)
- 3 - Il Duello ("Vola, vola, in alti petti") - serenata, libretto di Sebastiano Baldini (prima esecuzione: Roma, Palazzo Riario alla Lungara, 1674)
- 4 - Lo schiavo liberato - accademia per musica o serenata, libretto di Sebastiano Baldini (prima esecuzione: Roma, Palazzo Colonna, 1674)
- 5 - La forza delle stelle ovvero Il Damone ("Or che il mondo ristaura") - accademia per musica, libretto di Sebastiano Baldini (prima esecuzione: Roma, Palazzo Riario alla Lungara, Accademia Reale di Cristina di Svezia, 1677)
- 6 - Ecco Amore ch'altero risplende - serenata (prima esecuzione: Oriolo Romano, Palazzo Altieri, 1676)
- 7 - Furie del nero Tartaro - cantata (prima esecuzione: Roma, Palazzo Altieri, 1676)
- 8 - Il Barcheggio - serenata (prima esecuzione: porto di Genova, per le nozze tra Carlo Spinola e Paola Brignole, 19 giugno 1681)
- 9 - Eco amoroso ("Arsi già d'una fiamma"), per soprano «con due echi», 2 violini e basso continuo (Roma, 1668)
- 10 - Chi resiste al dio bendato
- 11 - Infinite son le pene
- 12 - Lasciate ch'io respiri
- 13 - Misero amante, a che mi vale, a che?
- 14 - Or ch'alla dea notturna
- 15 - Per tua vaga beltade
- 16 - Qual prodigio è ch'io miri?
- 17 - Qui dove fa soggiorno
- 18 - Sciogliete in dolci nodi
- 19 - Se del pianeta ardente
- 20 - Solitudine amata della pace

### Cantate sacre e morali con strumenti
- 1 - Ah! troppo è ver che sempre (sacra)
- 2 - Alle selve, agli studi, all'armi (morale)
- 3 - Apre l'uomo infelice (morale)
- 4 - Crudo mar di fiamme orribili (sacra; poesia di Pompeo Figari)
- 5 - Da cuspide ferrate (sacra)
- 6 - Dalla Tessala sponda scese d'Argo la prora (morale)
- 7 - Esule delle sfere (poesia di Pompeo Figari)
- 8 - Mortali, che sarà (morale)
- 9 - Quando sembra che nuoti (morale)
- 10 - S'apra al riso ogni labro (sacra)
- 11 - Voi ch'avaro desio nel sen nudrite (morale)
- 12 - Folle è ben chi si dà vanto (morale)

### Cantate per voce sola e basso continuo
In ordine alfabetico - secondo la numerazione del Catalogo McCrickard-Gianturco (1991)
- 1 - A che vale il sospirar (S, bc)
- 2 - A difender le mura dell'antica Sionne (S, bc)
- 3 - Agli assalti del cieco volante (C, bc)
- 4 - Amor, io son contento, né vuo' gusto maggiore (S, bc)
- 5 - Amorose mie catene, non vi chiedo libertà (S, bc)
- 6 - A' piè d'annoso pino (S, bc)
- 7 - A quel candido foglio (S, bc)
- 8 - Arrest'il piè fugace (S, bc)
- 9 - Aure, voi che spirate (S, bc)
- 10 - Bella bocca, taci, taci (S, bc)
- 11 - Ben è vile quel core (S, bc)
- 12 - Che più speri, mio cor (S, bc)
- 13 - Che vuoi più da me, Fortuna? (S, bc)
- 14 - Chi dà fede alla speranza (S, bc)
- 15 - Chi non sa che la bellezza (S, bc)
- 16 - Chi non sa che la costanza (S, bc)
- 17 - Ch'io nasconda il mio foco (S, bc)
- 18 - Ch'io non ami, oh, questo no! (S, bc)
- 19 - Congiurati a fiera guerra (C, bc)
- 20 - Con un cor tutto pianti (S, bc)
- 21 - Costanza, mio core, resisti se puoi (S, bc)
- 22 - Crudi ferri, empi marmi (S, bc)
- 23 - Dai legami amorosi (S, bc)
- 24 - Dal guardo lusinghiero (S, bc)
- 25 - Dalle sponde del Tebro (B, bc)
- 26 - Da mille pene a mille (S, bc)
- 27 - Da una beltà superba (S, bc)
- 28 - Deggio penar così (S, bc)
- 29 - Difendetemi, pensieri, dagli influssi (S, bc)
- 30 - Disperata rimembranza, lascia omai (S, bc)
- 31 - Dopo aver soggiogato tutti i regni (T, bc)
- 32 - Dopo incessante corso di lagrimoso umore (S, bc)
- 33 - Dove aggiri, mia vita (S, bc)
- 34 - Dove gite, o pensier? (S, bc)
- 35 - Dove il Tebro famoso fa degli argentei flutti (S, bc)
- 36 - Dove l'ali spiegate, ove indirizzate il volo (S, bc)
- 37 - Ecco che già nell'Asia (S, bc)
- 38 - Eccomi accinto, o bella (Br, bc)
- 39 - Empio Amor, tiranno arciero (S, bc)
- 40 - Eppur sempre a' miei desiri (S, bc)
- 41 - Ferma, ferma, ferma il corso (S, bc)
- 42 - Fermatevi, o bei lumi (S, bc)
- 43 - Figli, amici, Agrippina (S, bc)
- 44 - Figli del mio cordoglio (S, bc)
- 45 - Forsennato pensier, che far poss'io (S, bc)
- 46 - Fuor della Stigia sponda (S, bc)
- 47 - Genuflesso a tue piante (S, bc)
- 48 - Già languiva la notte (S, bc)
- 49 - Già le spade nemiche del trionfante Augusto (B, bc)
- 50 - Giunto vivo alla tomba (S, bc)
- 51 - Il destin vuol ch'io pianga (S, bc)
- 52 - Il mar gira né fiumi (S, bc)
- 53 - Il penare per te, bella, m'è caro (S, bc)
- 54 - Il più misero amante ch'in amorosa fiamma (S, bc)
- 55 - Il più tenero affetto che mai destasse Amore (S, bc)
- 56 - In quel sol che in grembo al Tago (S, bc)
- 57 - In sì lontano lido a che dunque m'aggiro (S, bc)
- 58 - Io che lasciato fui più che dagl'occhi altrui (S, bc)
- 59 - Io non vuo' più star così (S, bc)
- 60 - Io vi miro, luci belle (S, bc)
- 61 - L'anima incenerita ai rai del mio bel sole (S, bc)
- 62 - La speranza del mio core sol voi siete (S, bc)
- 63 - L'avete fatta a me (S, bc)
- 64 - Lontananza e gelosia son tormenti (S, bc)
- 65 - Mentre d'auree facelle adornavan le stelle (S, bc)
- 66 - M'è venuto a fastidio lo sperare (S, liuto?, bc)
- 67 - Noiosi pensieri, fuggite dal seno (S, bc)
- 68 - Non avea il sole ancora dall'algosa magion (S, bc)
- 69 - Non disserrate ancora avea le porte d'oro (S, bc)
- 70 - Non me ne fate tante (B, bc)
- 71 - Non mi curo di fedeltà (B, bc)
- 72 - Non più piaghe al mio cor (C, bc)
- 73 - Non sei contento ancora, o dispietato arciero (S, bc)
- 74 - Non si creda alla fortuna (S, bc)
- 75 - Non sperar, beltà lusinghiera (S, bc)
- 76 - Ombre, voi che celate dell'etra i rai (S, bc)
- 77 - O mio cor, quanto t'inganni (S, bc)
- 78 - Or che siam soli, Amore (C, bc)
- 79 - Per molti anni è stato occulto (S, bc)
- 80 - Per pietà, qualche pietà (S, bc)
- 81 - Piangete, occhi, piangete lungi da me (S, bc)
- 82 - Pietà di Belisario, cieco, ramingo (T, bc)
- 83 - Presso un rivo ch'avea d'argentato cristal (Ms, bc)
- 84 - Pria di punir, crudele, chi mai sempre t'amò (S, bc)
- 85 - Privo delle sue luci (S, bc)
- 86 - Qual di cieca passione (S, bc)
- 87 - Quando mai vi stancherete (S, bc)
- 88 - Quando stanco dal corso (S, bc)
- 89 - Sciogliete pur, sciogliete i vostri accenti (S, bc)
- 90 - Scorrea lassù negli stellati campi (S, bc)
- 91 - Se Nerone lo vuole, se lo soffron gli dei (S, bc)
- 92 - Se Neron pur mi vuole morto (B, bc)
- 93 - Se non parti, o Gelosia (S, bc)
- 94 - Se t'ama Filli, o cor (S, bc)
- 95 - Si, ch'io temo e non disamo (S, bc)
- 96 - Si salvi chi può, vacillan le sfere (S, bc)
- 97 - Soccorso, olà, Cupido (S, bc)
- 98 - Soffro misero e taccio (S, bc)
- 99 - Solca il mar da rie tempeste (S, bc)
- 100 - Solcava incauto il legno (S, bc)
- 101 - Son gradito, e pur m'affanno (S, bc)
- 102 - Sono in dubbio d'amar (S, bc)
- 103 - Son principe, son re (S, bc)
- 104 - Sopra candido foglio, nuncio delle mie pene (S, bc)
- 105 - Sopra tutte l'altre belle (S, bc)
- 106 - Sopra un'eccelsa torre cui le nubi del ciel (B, bc)
- 107 - Sotto l'aura d'una speme (S, bc)
- 108 - Sotto vedovo cielo, privo de' rai (S, bc)
- 109 - Sprezzata mi credei, ma non tradita (S, bc)
- 110 - Stanco dalla speranza d sognante pensier (S, bc)
- 111 - Stelle, non mi tradite (S, bc)
- 112 - Stelle sorde al mio pianto (S, bc)
- 113 - Tante perle non versa l'Aurora (S, liuto?, bc)
- 114 - Tiranno di mia fé d'affetto ignudo (S, bc)
- 115 - Tradito mio core, non pianger (C, bc)
- 116 - Troppo oppressa dal sonno nel suo letto (S, bc)
- 117 - Tu partisti, crudel, e mi lasciasti (C, bc)
- 118 - Udite, amanti, un prodigio novello (S, bc)
- 119 - Un editto l'altro dì in Parnaso (S, bc)
- 120 - Un Mongibello ardente di mille fiamme (S, bc)
- 121 - Vaganti pensieri, il volo arrestate (S, bc)
- 122 - Vaghe calme, io non vi credo (S, bc)
- 123 - Vincesti, vincesti o ciel (S, bc)
- 124 - Voi siete sventurate, amorose mie pene (S, bc)
- 125 - Voi volete il mio cor (S, bc)
- 126 - Ora già l'alba in cielo (C, bc)
- 127 - Un che soffre il rivale (S, bc)
- 128 - Dove, dove fuggisti (S, bc)

### Cantate profane per due voci con basso continuo
- 1 - A dispetto della sorte (S, Br, bc)
- 2 - Baldanzosa una bellezza (S, C, bc)
- 3 - Chi dirà che nel veleno (S, B, bc)
- 4 - Con mesto ciglio e dolorosi accenti (S, S eco, bc)
- 5 - Fra quest'ombre io cerco il mio sole (S, C, bc)
- 6 - In grembo all'obio sommerger l'ardore (S, S, bc)
- 7 - Io rimango stordito sol in veder (S, B, bc)
- 8 - Piangete, occhi dolenti, piangete (S, Br, bc)
- 9 - Quel tuo petto di diamante (S, B, bc)
- 10 - Son pur dolci le ferite (S, S, bc)

### Cantate profane per tre voci con basso continuo
- 1 - Che speranza aver si può (S, S, B, bc)
- 2 - Di tal tempra è la ferita (C, T, B, bc)
- 3 - L'avviso al Tebro giunto (Lamento del Tebro e due ninfe) (S, S, B, bc) (1671)
- 4 - Lilla mia, su queste sponde (S, S, B, bc)

### Arie, duetti, terzetto da concerto
Arie
- 1 - Adorata libertà, dal mio core non partite (S, bc)
- 2 - Al rigor di due tiranni (S, bc)
- 3 - Avete torto, occhi miei cari (S, bc)
- 4 - Avrò pur d'aspettar più? (S, bc)
- 5 - Begl'occhi, il vostro piangere (S, bc)
- 6 - Bel tempo, addio, son fatto amante (S, bc)
- 7 - Cara e dolce libertà (S, bc)
- 8 - Che mi giovan le vittorie (Br, 2 vl, bc)
- 9 - Chi avesse visto un core (S, bc)
- 10 - Chi mi disse che Amor dà tormento (Ms, bc)
- 11 - Chi non porta amor nel petto (S, bc)
- 12 - Chi vuol libero il suo piè (S, bc)
- 13 - Da Filinda aver chi può (S, bc)
- 14 - Deh, frenate i furori (B, bc)
- 15 - Deh, vola, o desio (S, bc)
- 16 - Delizie, contenti (Br, 2 vl, bc)
- 17 - Dell'ardore ch'il core distempra (S, bc)
- 18 - Destatevi, o sensi, risvegliati, onore (S, 2 vl, bc)
- 19 - Dormite, occhi, dormite (Br, vl, bc)
- 20 - È pazzie innamorarsi (S, bc)
- 21 - Fedeltà sinché spirto in petto avrò (S, bc)
- 22 - Il mio cor ch'è infelicissimo (S, bc)
- 23 - Il mio core per voi, luci belle (S, bc)
- 24 - Le luci vezzose volgetemi, o Clori (S, bc)
- 25 - Mio cor, che si fa? (S, bc)
- 26 - Non fia mai, ah no, ch'io speri (S, bc)
- 27 - Ogni sguardo che tu scocchi (S, bc)
- 28 - Parti, fuggi dal mio seno (S, bc)
- 29 - Pensier ostinato (S, bc)
- 30 - Pria di scior quel dolce nodo (B, bc)
- 31 - Quanto è bella la mia stella (S, bc)
- 32 - S'Amor m'annoda il piede (S, bc)
- 33 - Se di gioie m'alletta il sereno (S, bc)
- 34 - Speranze smarrite (C, 2 vl, bc)
- 35 - Ti lascerò e a poco a poco (S, bc)
- 36 - Torna, Amor, dammi il mio bene (S, bc)

Duetti
- 1 - Ahi, che posar non puote (S, B, bc)
- 2 - Ardo, sospiro e piango (S, Br, bc)
- 3 - Aure fresche, aure volanti (Ms, vl, bc)
- 4 - Care labbra che d'amore (S, B, bc)
- 5 - Dietro l'orme che l'amore (S, B, bc)
- 6 - Fulmini, quanto sa quel sembiante severo/lusinghiero (S, B, bc)
- 7 - La bellissima/dolcissima speranza che nutrisce (S, B, bc)
- 8 - Me ne farete tanto che più non soffrirò (S, B, bc)
- 9 - Non si muove onda in fiume (S, B, bc)
- 10 - Occhi belli, e che sarà (S, S, bc)
- 11 - Pazienza, finirà l'influenza (T, B; bc)
- 12 - Sarà ver ch'io mai disciolga (S, B, bc)
- 13 - Si/No, quella tu sei che il mio cor sempre adora (S, B, bc)

Terzetto
- 1 - Trionfate, invitti colli (S, S, B, 2vl, bc)

### Madrigali
- 1 - Clori, son fido amante (S, S, C, t, bc ad lib)
- 2 - Colpo de' bei vostr'occhi (S, S, C, B, bc)
- 3 - È pur giunta, mia vita (S, C, T, bc)
- 4 - Feritevi, ferite viperette mordaci (S, S, B, bc)
- 5 - Piangete, occhi dolenti (S, S, C, T, B, bc)
- 6 - Pupillette amorose (S, S, Ms, C, T)
- 7 - Sperai nella partita (S, S, B, bc)
- 8 - Tirsi un giorno piangea (S, S, Ms, C, T, bc ad lib?)

### Musica sacra con testo in latino
Musica da chiesa
- 1 - Ave, regina coelorum (S, C, bc)
- 2 - Benedictus dominus Deus (S, C, bc)
- 3 - Tantum ergo sacramentum (S, C, bc)
- 4 - Vau: Et egressus est a fillia Sion (C, bc)

Mottetti
- 1 - Care Jesu suavissime (S, C, 2 vl, bc)
- 2 - Cavocamini, congregamini (S, S, S ripieno, C, T, B, 2 vl, bc)
- 3 - Dixit angelis suis iratus Deus (S, bc)
- 4 - Exultate in Deo, fideles (B, 2 vl, bc)
- 5 - In tribolationibus, in angustiis (S, S, C, T, B, 2 vl, bc)
- 6 - Locutus est Dominus de nube ignis (S, 2 vl, bc)
- 7 - Nascere virgo potens (S, S, B, bc)
- 8 - Oh maiestas aeterna (S, S, bc)
- 9 - O vos omnes, qui transitis (C, 2 vl, bc)
- 10 - Plaudite vocibus (S, bc)
- 11 - Pugna, ceramen, militia est vita (S, C, T, B, con: 2 vl, bc; cg: vl, vla-C, vla-T, bc)
- 12 - Sinite lacrimari, sinite lamentari (S, S, B, 2 vl, bc)
- 13 - Sisite sidera, coeli motus otiamini (S, 2 vl, bc)
- 14 - Surge, cor meum (S, bc)

### Musica strumentale
Sonate per violino e basso continuo
- 1 - Sonata in Re maggiore (vl, bc)
- 2 - Sonata in Re maggiore (vl, bc)
- 3 - Sonata in Re minore (vl, bc)
- 4 - Sonata in Re minore (vl, bc)
- 5 - Sonata in Mi minore (vl, bc)
- 6 - Sonata in Fa maggiore (vl, bc)
- 7 - Sonata in Fa maggiore (vl, bc)
- 8 - Sonata in Fa maggiore (vl, bc)
- 9 - Sonata in Sol maggiore (vl, bc)
- 10 - Sonata in La minore (vl, bc)
- 11 - Sonata in La minore (vl, bc)
- 12 - Sonata in La minore (vl, bc)

Sonate a due
- 1 - Sonata in Re minore (vl, liuto/vlc?, bc)
- 2 - Sonata in Si bemolle maggiore (vl, liuto/vlc?, bc)

Sonate a tre
- 1 - Sonata in Do maggiore (2 vl, bc)
- 2 - Sonata in Re maggiore (2 vl, bc)
- 3 - Sonata in Re maggiore (2 vl, bc)
- 4 - Sonata in Re maggiore (2 vl, bc)
- 5 - Sonata in Fa maggiore (2 vl, bc)
- 6 - Sonata in Fa maggiore (2 vl, bc)
- 7 - Sonata in Sol maggiore (2 vl, bc)
- 8 - Sonata in La minore (2 vl, bc)
- 9 - Sonata in La minore (2 vl, bc)

Sonate per grande organico
- 1 - Sonata in Re maggiore (Coro 1: 2 vl, bc; coro 2: 2 cornetti, bc)
- 2 - Sonata di viole in Re maggiore (con: 2 vl, bc incl. liuto; cg: vl, vla-C, vla-T, bc)
- 3 - Sonata a otto viole con una tromba in Re maggiore (tr; coro 1: vl, vla-Mez, vla-C, bc; coro 2: vl, vla-Mez, vla-C, bc; bc "si placet")

Musica per tastiera
- 1 - Toccata in La minore

### Musica perduta
- 1 - Ad arma volate (Mottetto)
- 2 - Ecco il petto (Aria o Cantata)
- 3 - Expugnate, debellate (Mottetto)
- 4 - Mentre in un dolce (Aria o Cantata)
- 5 - Messa a otto
- 6 - Non ci pensate mai (Cantata)
- 7 - Non è al certo vanità (Aria o Cantata)
- 8 - Oratorio (in latino)
- 9 - Riderete in verità (Aria o Cantata)
- 10 - Santa Caterina (Oratorio)
- 11 - Sinfonie a 5
- 12 - Sinfonie per archi e liuto
- 13 - Sonate da cimbalo, et organo
- 14 - Tantum ergo a 4 (Inno)
- 15 - Toccate da cimbalo

LEGENDA:
- S = Soprano
- Ms - Mezzosoprano
- C = Contralto
- A = Alto (contralto)
- T = Tenore
- Br = Baritono
- B = Basso
- vl = violino
- vla = viola
- vlc = violoncello
- bc = Basso continuo (accompagnamento strumentale)

| Titolo della composizione                         | Tipo di opera                                                                   | Librettista                                    | Luogo e data della prima esecuzione                | note |
| ------------------------------------------------- | ------------------------------------------------------------------------------- | ---------------------------------------------- | -------------------------------------------------- | ---- |
| La Laurinda ovvero Il Biante                      | opera in parte musica e in parte prosa                                          | Filippo Acciaiuoli o Giovanni Andrea Lorenzini | Teatro di Palazzo Colonna di Roma, 5 febbraio 1671 |      |
| La Dori ovvero La schiava fedele                  | dramma per musica in 1 prologo e 3 atti di Antonio Cesti e Alessandro Stradella | Giovanni Filippo Apolloni                      | Teatro di Tordinona di Roma, 31 dicembre 1671      |      |
| Oh, ve' che figuracce!                            | intermezzo                                                                      | Filippo Acciaiuoli                             | Teatro Tordinona di Roma, 12 febbraio 1672         |      |
| La forza dell'amor paterno                        | dramma per musica in 3 atti                                                     | ignoto                                         | Teatro Falcone di Genova, 10 novembre 1678         |      |
| Le gare dell'amor eroico                          | dramma per musica in 3 atti                                                     | Conte Nicolò Minato                            | Teatro Falcone di Genova, 1º gennaio 1679          |      |
| Il trespolo tutore                                | commedia per musica in 3 atti                                                   | Giovanni Cosimo Villifranchi                   | Teatro Falcone di Genova, 30 o 31 gennaio 1679     |      |
| Moro per amore (o anche Il Floridoro, Il Rodrigo) | dramma per musica in 3 atti                                                     | Flavio Orsini "Filosinavoro"                   | 1681                                               |      |

Altri lavori che alcune fonti legano ad Alessandro Stradella.
| Titolo della composizione | Tipo di opera                        | Librettista                                    | Luogo e data della prima esecuzione                                               | note                                                                     |
| ------------------------- | ------------------------------------ | ---------------------------------------------- | --------------------------------------------------------------------------------- | ------------------------------------------------------------------------ |
| Il Girello                | dramma musicale burlesco con prologo | Filippo Acciaiuoli e Giovanni Filippo Apolloni | Teatro di Palazzo Colonna di Roma, 4 febbraio 1668                                | prologo di Stradella: "O di Cocito oscure deità" dramma di Jacopo Melani |
| Scipione Africano         | dramma per musica                    | Nicolò Miniato e Giovanni Filippo Apolloni     | Venezia 1664 (1^ versione) Teatro Tordinona di Roma, 8 gennaio 1671 (2^ versione) |                                                                          |

## Manuale didattico
A Stradella è attribuito anche un Libro de' primi elementi, un vero e proprio manuale didattico per lo studio della musica.

## Alessandro Stradella nella storiografia del Settecento
Verosimilmente, la toccante storia delle sue sventure sarebbe oggi dimenticata, malgrado la reputazione che si fece col suo talento, se il medico Pierre Michon Bourdelot, suo contemporaneo, non ce l'avesse tramandata nelle memorie manoscritte che sono servite da base per la storia della musica scritta da suo nipote Bonnet.
Charles Burney pensa che Bonnet si sia ingannato dicendo, al principio della sua storia, che la repubblica di Venezia aveva invitato Stradella a scrivere per il teatro di questa città, perché nessun suo brano e nessuna sua composizione compare nel catalogo delle opere rappresentate a Venezia nel XVII secolo; tuttavia, è possibile che Stradella fosse stato ingaggiato per qualche opera di tal genere, ma che poi l'incidente che lo fece allontanare da Venezia non gli avesse permesso di completarla e di farla rappresentare. Sia quel che sia, ecco come Bourdelot riporta questa avventura e la sventurata fine di Stradella:
Questi, quindi, s'incamminarono per Napoli, dove, arrivati che furono, appresero che Stradella si trovava a Roma con la donna che faceva passare per sua moglie. Ne informarono il nobile veneziano, promettendogli che non avrebbero fallito nel compiere la missione di morte che era stata loro affidata.
Giunti a Roma, sapendo che l'indomani Stradella avrebbe dovuto eseguire un'opera spirituale che gli italiani chiamano oratorio, nella chiesa di San Giovanni in Laterano, alle cinque della sera, vi si recarono, certi di non lasciarselo sfuggire, ma l'ovazione che tutto il popolo tributò al musicista, unita all'impressione che la bellezza della musica fece nel cuore degli assassini, cambiò come per miracolo il furore in pietà ed entrambi si convinsero che era male attentare alla vita di un uomo il cui genio per la musica attirava l'ammirazione di tutta Italia e risolsero di salvarlo, invece che ucciderlo. L'attesero all'uscita dalla chiesa e gli fecero, per strada, un complimento per l'oratorio, svelandogli il loro intento e di come, toccati dalla sua musica, avessero mutato parere, e gli consigliarono di partire l'indomani stesso per un luogo sicuro. Loro, intanto, avrebbero mandato dire al signor Pig*** che la loro vittima era partita da Roma la sera prima del loro arrivo, per non essere sospettati di negligenza.
Stradella non se lo fece dire due volte, partì per Torino con la donna, gli assassini tornarono a Venezia e convinsero il nobile che Stradella era partito prima del loro arrivo, dicendo loro di saperlo a Torino, città in cui non è facile commettere un omicidio, come in altre regioni d'Italia, per via della severità della giustizia, ma il nobile pensava ugualmente a come attuare la sua vendetta a Torino e per essere più sicuro ingaggiò il padre della donna che partì da Venezia con altri due assassini per andare a pugnalare sua figlia e Stradella a Torino. Un giorno, verso le sei, Stradella fu attaccato da questi tre che gli diedero un colpo di pugnale al petto ciascuno.
Il fatto fu notato da molte persone e produsse una così grande agitazione che furono subito chiuse le porte della città, ma, fortunatamente, Stradella non morì per le ferite riportate.
Non sfuggì però alla vendetta del signor Pig*** che da quel giorno prese a farlo spiare. Un mese dopo la sua guarigione volle per curiosità andare a vedere Genova con la donna che si chiamava Ortensia e che aveva sposato durante la sua convalescenza. Ma il giorno dopo il loro arrivo, furono trucidati entrambi nella loro camera. Così periva il più grande musicista d'Italia nell'anno 1670.»
Le circostanze di questa avventura sono descritte in modo abbastanza vivo e dettagliato. Il medico Bourdelot, che morì poi nel 1685, aveva probabilmente potuto raccogliere le notizie su Stradella dalle testimonianze dei contemporanei. Nel suo racconto, tuttavia, si mescolano fatti realmente accaduti, come la fuga a Torino e il trasferimento a Genova, con altri non comprovati, che riportano in modo distorto eventi che potrebbero aver avuto luogo. Per esempio, l'anno di morte di Stradella non è il 1670 ma il 1682; l'oratorio San Giovanni Battista fu eseguito a Roma, nella chiesa di San Giovanni dei Fiorentini e non a San Giovanni in Laterano, nel 1675, e dunque prima della fuga a Venezia.
Non risulta inoltre che nella città lagunare abbia mai ricevuto l'invito a comporre un'opera. È vero che Stradella fuggì da Torino a Genova dopo essere scampato a un agguato dei sicari inviati da un nobile veneziano, ma non risulta che abbia mai contratto matrimonio con la donna con cui era fuggito, la quale comunque non si chiamava Ortensia, e neppure che si sia recato a Roma con lei.

## Opere sulla vita di Alessandro Stradella
La vita movimentata e la morte violenta ispirarono i soggetti di alcune opere musicali.
Il più famoso tra i compositori che cercarono di narrare la sua vita attraverso la musica fu Friedrich von Flotow, autore dell'Alessandro Stradella (1844), opera rappresentata più volte in molti teatri del mondo.
Inoltre sono tutti ispirati dall'opera letteraria di Pierre & Jacques Bonnet-Bourdelot i seguenti libretti:
- Stradella, grand-opera in 5 atti di Louis Niedermeyer, rappresentata per la prima volta il 3 marzo 1837 presso l'Académie Royale de Musique di Parigi (libretto di Émile Deschamps e Emiliano Pacini). Da quest'opera è tratta la celebre aria Pitié, Seigneur, la cosiddetta "aria di chiesa", ancor oggi erroneamente considerata nei programmi di concerto o sulle copertine dei CD come opera del compositore.[8]
- Alessandro Stradella, dramma lirico in 3 atti di Adolfo Schimon, rappresentata per la prima volta il 12 febbraio 1846 presso il Teatro della Pergola di Firenze (libretto di Leopoldo Cemini
- Alessandro Stradella, opera in 3 atti di Giuseppe Sinico, rappresentata per la prima volta il 19 settembre 1863 presso il Teatro Municipale di Lugo di Romagna (Ravenna) (libretto di Andrea Codebò).
- Stradella, opera comica in 3 atti (nella versione per canto e 2 pianoforti) di César Franck, rappresentata per la prima volta (postuma) il 14 settembre 1983, per il Festival Vivaldi, nel Campo di San Beneto di Venezia (libretto di Émile Deschamps e Emiliano Pacini).
- Ti vedo, ti sento, mi perdo, opera di Salvatore Sciarrino, rappresentata per la prima volta il 14 novembre 2017 presso il Teatro alla Scala di Milano (libretto di Salvatore Sciarrino).

## Stradella oggi
Ogni anno in Italia, a Nepi, Viterbo e in altri comuni del Viterbese (Caprarola, Castel S. Elia, Ronciglione) si svolge il Festival Barocco Alessandro Stradella, nel cui ambito vengono eseguite e registrate le opere del compositore. La direzione artistica è affidata al M° Andrea De Carlo.